# Żupania szybenicko-knińska
Żupania szybenicko-knińska (chorw. Šibensko-kninska županija) – komitat położony w środkowo-południowej części Chorwacji. ze stolicą w Szybeniku. W 2011 roku liczył 109 375 mieszkańców.

## Podział administracyjny
Żupania szybenicko-knińska jest podzielona na następujące jednostki administracyjne:

- miasto Szybenik
- miasto Drniš
- miasto Knin
- miasto Skradin
- miasto Vodice
- gmina Bilice
- gmina Biskupija
- gmina Civljane
- gmina Ervenik
- gmina Kijevo
- gmina Kistanje
- gmina Murter-Kornati
- gmina Pirovac
- gmina Primošten
- gmina Promina
- gmina Rogoznica
- gmina Ružić
- gmina Tisno
- gmina Tribunj
- gmina Unešić